# 正置友子
正置 友子（まさき ともこ、1940年 - ）は、日本の絵本研究者。

## 経歴
名古屋市生まれ。愛知県立女子大学英文学科卒業。1973年に千里ニュータウンにて青山台文庫を開設。1994年、ローハンプトン大学大学院に留学。ヴィクトリア時代の絵本の研究論文でPh.D.を取得。聖和大学教授。2011年退職。2018年大阪大学大学院文学部博士後期課程修了、博士（学術）。2009年より絵本学研究所を主宰。第48回日本児童文学学会特別賞受賞。

## 著書
- 『おかあさん、ごはんと本とどっちがすき 絵本の散歩道』創元社 1982。ISBN 442212045X
- 『おかあさん、本よんで 絵本の散歩道2』創元社 1984。ISBN 4422120468
- 『絵本という宝物 絵本の散歩道3』創元社 1988。ISBN 4422120476
- 『絵本のある生活 絵本の散歩道4』創元社 1991。ISBN 4422120484
- A History of Victorian Popular Picture Books（風間書房）2006（2冊）。ISBN 4759915605
- 『イギリス絵本留学滞在記 現代絵本の源流ウォルター・クレインに魅せられて』風間書房 2017。ISBN 978-4759921649

共編
- 『保育のなかの絵本』大阪保育研究所共編 かもがわ出版 2015。ISBN 978-4780307702

翻訳
- ジェーン・ドゥーナン『絵本の絵を読む』灰島かり,川端有子共訳 玉川大学出版部 2013。ISBN 978-4472404672
- 『メルロ＝ポンティと〈子どもと絵本〉の現象学 子どもたちと絵本を読むということ』風間書房 2018。ISBN 978-4-7599-2235-6

## 論文
- <正置友子